# Batocera rubus
Batocera rubus là một loài bọ cánh cứng trong họ Cerambycidae.